# Tàng Thư lâu
Tàng Thư lâu (藏書樓) là một công trình xây dựng trên hồ Học Hải, Huế vào năm 1825, dùng làm nơi lưu các công văn cũ của cơ quan và lục bộ triều đình nhà Nguyễn. Đây có thể coi là một Tàng Kinh các của Việt Nam dưới triều Nguyễn lưu trữ các tài liệu văn bản quý hiếm liên quan đến sinh hoạt của triều đình và biến đổi của đất nước. Chỉ riêng số địa bạ thời Gia Long và Minh Mạng lưu trữ ở đây đã lên đến 12.000 tập. Có thể nói Tàng Thư lâu rất quan trọng trong việc chứa các tài liệu và địa bạ, giấy tờ quan trọng lúc bấy giờ.

## Vị trí và kiến trúc

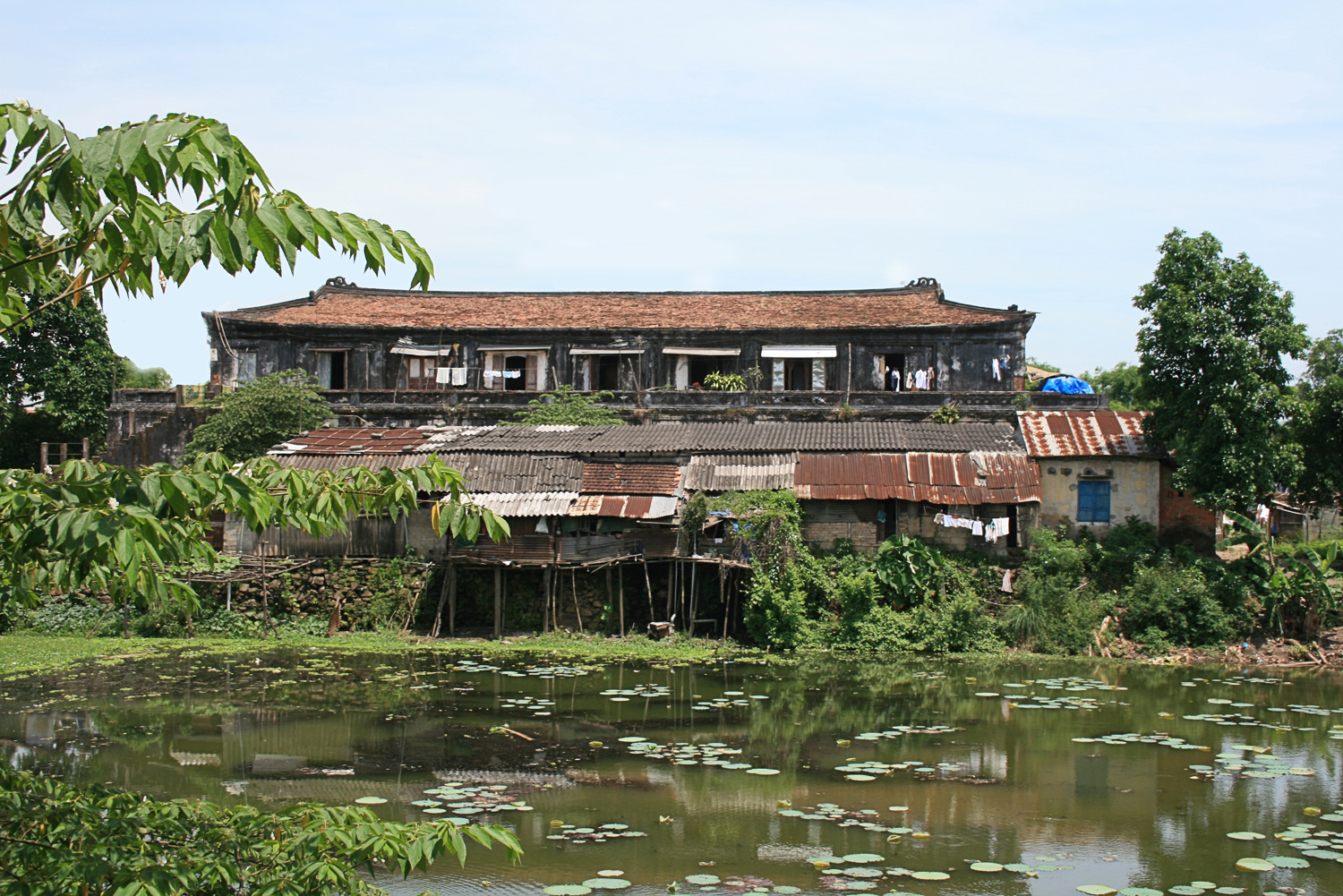
Tàng thư lâu giữa hồ Học Hải. Ảnh chụp năm 2005.

Triều đình Nguyễn lựa chọn vị trí trên hòn đảo giữa hồ Học Hải với ý đồ cách ly với đất liền, chỉ thông thương bằng một cây cầu. Chính những kỹ thuật sơ khai lúc bấy giờ đã giúp cho Tàng Thư lâu lưu trữ rất nhiều tài liệu quý giá lúc bấy giờ trong một khoảng thời gian rất dài. Nhưng cùng với sự chấm dứt của chế độ quân chủ, Tàng Thư lâu cũng ngưng hoạt động. Khối lượng tài liệu khổng lồ lưu trữ tại đây cũng bị tiêu tán trong chiến tranh. Hiện nay, công trình này đang được lập hồ sơ xin công nhận di tích lịch sử cấp quốc gia. Nằm ẩn mình trong hồ Học Hải, dọc đường Đinh Tiên Hoàng, nối với sông Ngự Hà và hồ Tịnh Tâm, Tàng Thư lâu như đang đắm mình cùng thời gian để hoài niệm về quá khứ lịch sử. Theo Đại Nam thực lục và Đại Nam nhất thống chí, Tàng Thư lâu được xây dựng vào mùa hè năm Minh Mạng thứ 6 (1825). Dưới sự ủy thác của triều đình, Thử Thống Chế Đoàn Đức Luân điều khiển hơn 1000 binh lính để thi công, tòa nhà được xây dựng bằng gạch và đá gồm 2 tầng, tầng dưới 11 gian, tầng trên 7 gian 2 chái; nằm trên hòn đảo hình chữ nhật (kích thước khoảng 45 m × 65 m) nằm giữa hồ Học Hải. Nguyên hồ Học Hải là một phần của sông Ngự Hà được cải tạo thông với hồ Tịnh Tâm tạo ra một hệ thống sông hồ liên kết với nhau.
Được đặt ngay ở giữa hồ, nó chỉ được thông thương với bên ngoài bằng một cây cầu đá, Lầu được thiết kế và xây dựng theo kiến trúc hiện đại và khoa học, xung quanh là hồ sâu nên nó có thể tránh hỏa hoạn, chống được sự xâm nhập của các loài gặm nhấm. Tầng dưới được rải nhiều lưu huỳnh để khử kiến, gián, mối, mọt... Tầng trên, nơi có chức năng chứa tư liệu được trổ nhiều cửa, xung quanh xây lan can thưa, thoáng để thông khí, tránh sự ẩm mốc do độ ẩm trong không khí ở Huế thường rất cao. Nó được bảo quản thường xuyên và được bảo vệ dưới những biện pháp tốt nhất lúc bấy giờ và những công việc chăm sóc diễn ra đều đặn.

## Tình trạng

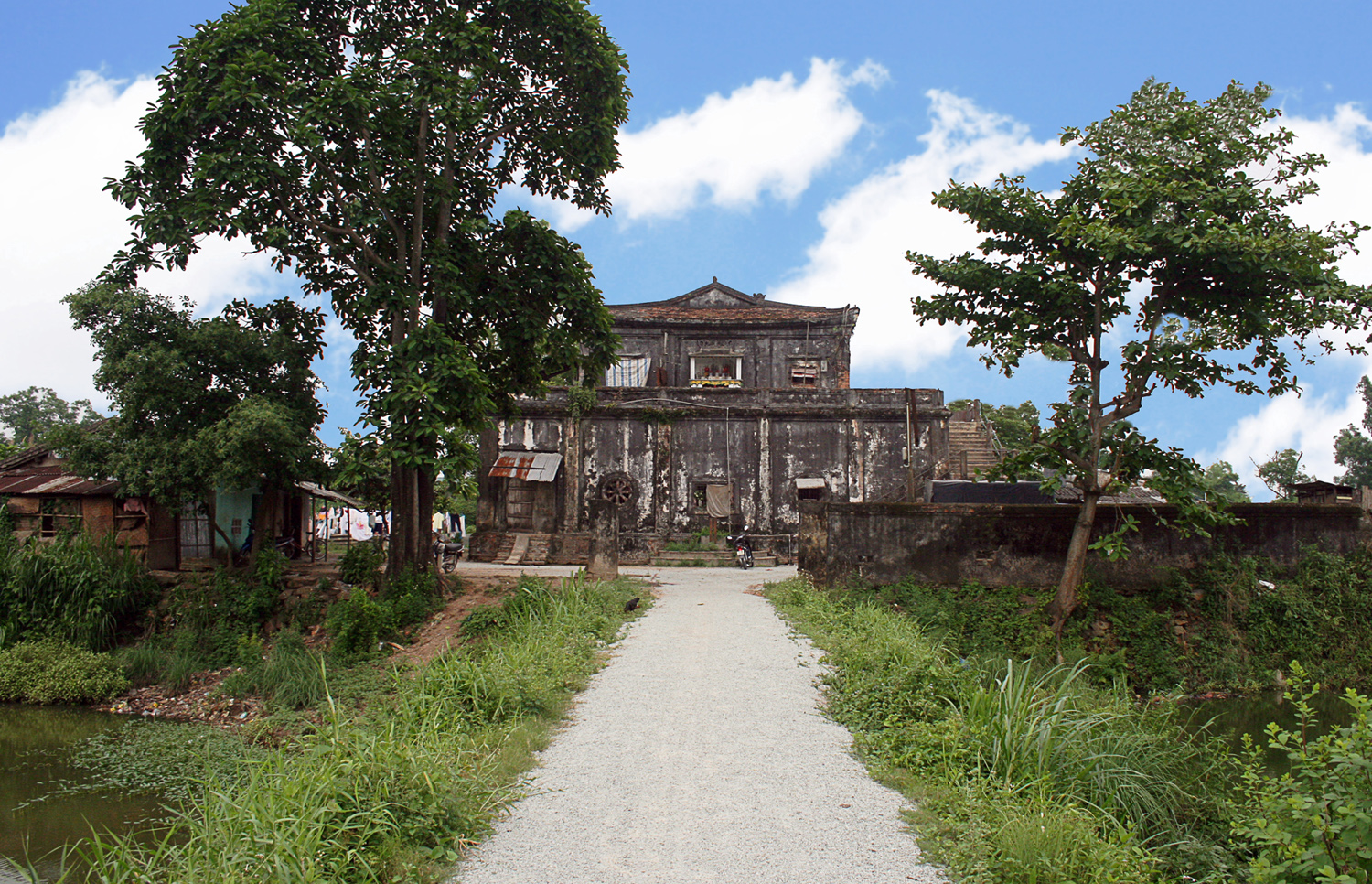

Sau 120 năm hoạt động (1825 - 1945), khi triều Nguyễn bị lật đổ cơ quan lưu trữ tài liệu quốc gia này đã ngừng hoạt động. Kể từ đó đến nay nó đang dần đi vào quên lãng cùng thời gian, với toàn bộ khối lượng sách khổng lồ của Tàng Thư lâu đã thất thoát gần hết. Sự bào mòn của thời gian cũng như sự xâm hại của con người Tàng Thư lâu đang dần biến mất và hư hại.
Sau 1975, với sự quản lý chưa chặt chẽ, cũng như sự quan tâm chưa đúng mức của một công trình lịch sử đối với các ban ngành liên quan, Tàng Thư lâu đã bị biến thành nhà ở, nhiều hạng mục của công trình đã bị hư hại nặng. Việc xâm hại của con người đã làm cấu trúc bị thay đổi với nhiều vách ngăn giữa các hộ gia đình được tạo nên, cũng như nhiều công trình phụ đã mọc lên làm cho mỹ quan của di tích bị phá vỡ.

## Trùng tu và bảo tồn
Năm 2015, Trung tâm Bảo tồn di tích Cố đô Huế đã tiến hành trùng tu Tàng Thư lâu với kinh phí hơn 24 tỷ đồng. Sau khi trùng tu, công trình được bố trí thêm sách và tài liệu để trưng bày cho công chúng.